# ビクトリア大学 (カナダ)

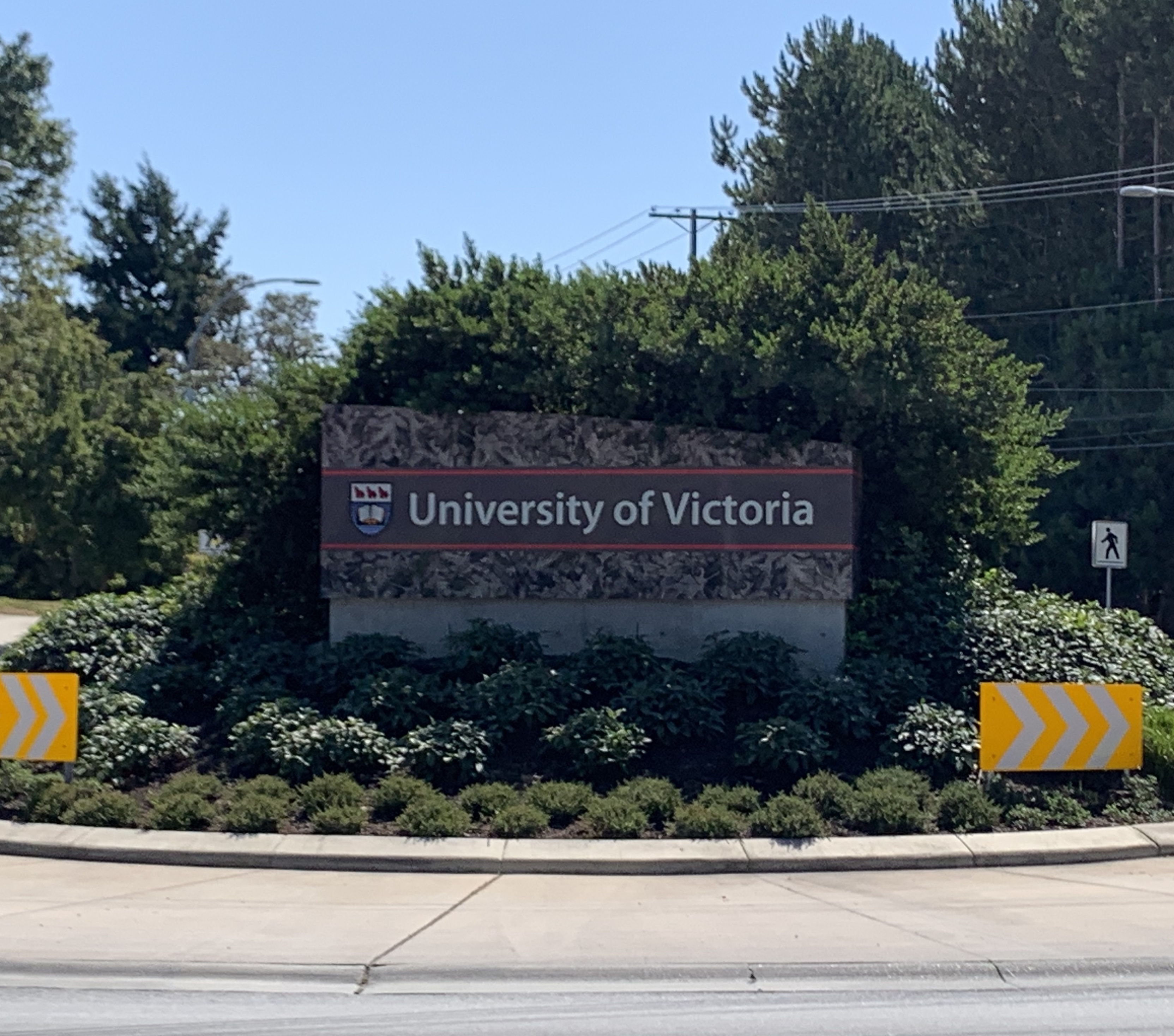
ビクトリア大学 入口

ヴィクトリア大学（英: University of Victoria、通称：UVic）は、カナダ、ブリティッシュ・コロンビア州が設置した公立大学である。学生数約22,000人の大規模総合大学である。
バンクーバー島の南端、人口約33万人の州都ビクトリアに位置し、年間を通じた温暖な気候と公園のような美しいキャンパスで有名。大学の規模や美しい環境、コーオプ教育プログラムが学生の志望動機にあげられている。ビクトリア大学のコープ教育プログラムは、カナダで3番目の規模である。
2018年時点で40人以上のカナダ王立協会会員を輩出している。
日本の提携校には東京大学、同志社大学、東京海洋大学などがある。

## 歴史
1963年7月1日にブリティッシュコロンビア大学から独立し、ビクトリア大学として単独の大学機関となる。それ以前は、ビクトリアカレッジとして、60年間に渡り、大学レベルの教育を実施してきた伝統ある学校だった。

### ビクトリアカレッジ (1903-1963)

#### カレッジ誕生と高等教育停止
1903年から1915年までは、ビクトリアカレッジ (Victoria College) の名称で、モントリオールのマギル大学付属の分校として、人文と科学分野の1-2年次だけを教えていた。その当時は、ビクトリア教育委員会の管理のもと、ビクトリア高校 (Victoria High School) と施設を共有していた。両校の学長は、1903年-1908年のE・B・ポールと1908年-1915年のS・J・ウィリアムスが勤めた。
1908年の州議会の決定に基づき、ブリティッシュコロンビア大学（以後UBC）が1915年に開学され、ビクトリアカレッジは高等教育の実施を停止することとなった。

#### クレイグダロック城

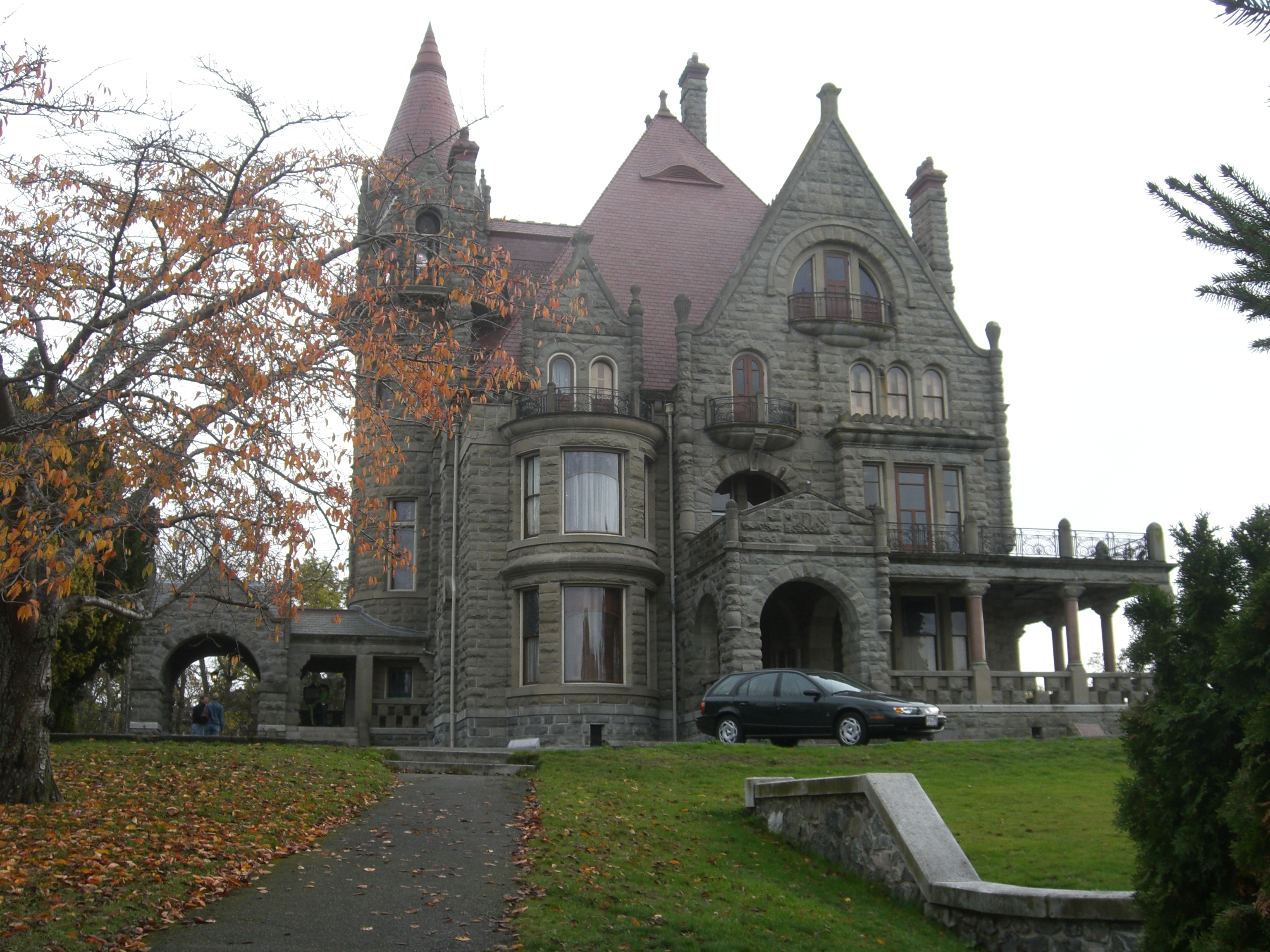
クレイグダロック城

1920年、地元の要望により、ビクトリアカレッジはUBCの付属校となった。ビクトリア教育委員会の管理下ではあったが、ビクトリア高校とはキャンパスを完全に分離し、1921年にクレイグダロック城 (Craigdarroch Castle) に移動した。
その後20年、再登板したポール学長とP・H・エリオット学長の努力もあり、学際を網羅した1-2年次の教育を行うという評判を得ていった。その当時に学生だったピエール・バートン (Pierre Berton) は、学生新聞「The Microscope」の人気漫画家兼編集者だった。バートンは後に、ノンフィクション作家で、カナダ史やカナディアーナ (Canadiana) を扱った。ジャーナリスト、テレビのパーソナリティとしても活躍した。

#### 大学設置へ
1945年から1963年は、J.M. Ewing学長とW.H. Hickman学長の下、2年生カレッジから総合大学へと成長する移行期間となった。この間の運営は、UBC、グレータービクトリア教育委員会 (Greater Victoria School Board) 、ブリティッシュコロンビア州教育課の三者を代表とするビクトリア・カレッジ会議にかわる。
このころ、さまざまな変更があった。1946年、戦後の再編の中、ビクトリアカレッジは、クレイダーロック城から、州立教員養成学校のランズダウンキャンパスに移動した（現在のカモウソン・カレッジ (Camosun College) のランズダウンキャンパス）。長年の歴史を持ち、高い評価を受けてきた州立教員養成学校は、1956年に教育学部として、ビクトリア・カレッジに加わる。その後、カナダ国防省 (Department of National Defence) とハドソン湾会社の協力により、284エーカー(1.1km²)（現在385エーカー(1.6km²)）の土地をゴードンヘッドに取得した。1956年以降は学問の面でも拡張を始め、UBCの付属校としてではあるが、初めての学位取得者を1961年に送り出した。

### ビクトリア大学誕生 (1963-)
大学の自治権獲得に向け、1963年のユニバーシティー・アクト（州法の大学設置法）では以下の内容が確定した。

運営権は大学総長(Chancellor)が保有すること。大学総長は、大学評議会(Convocation of the University)と理事会(Board of Governors)、理事会から指名された学長から投票によって選ばれる。学問的な権限は、学部と大学評議会双方を代表する大学議会(University Senate)に付託される
現在、大学の学章、学旗には、大学の歴史と伝統が反映されている。文学士のフッドは赤く、マギル大学付属校時代を思わせる。理学士のフッドは金色、教育学士のフッドは、UBCの色である青になっている。青と金色は、その後も、ビクトリア大学の公式色として使用され続けている。紋章の最上部には大学のモットーがヘブライ語で「Let there be Light」（「光あれ」）、最下部にはモットーがラテン語で「A Multitude of the Wise is the Health of the World」（「多くの賢人は世界の健全」）と書かれている。

## キャンパス
メインキャンパスは、グレータービクトリア (Greater Victoria) のゴードンヘッド (Gordon Head) 地区にある。広さ403エーカー(1.6km2)で、オークベイ (Oak Bay) とサーニッチ (Saanich) の二つの行政区をまたがる。キャンパス設計と構想の原案は、サンフランシスコの建築設計会社、Wurster, Bernardi and Emmonsが作成した。キャンパスの設計方針としては、直径600mの真円を一方通行のリングロードという環状路にして、円の内側に主な研究・教育用校舎を施設し、円の外側に学生組合会館、大学書店、学生寮・宿舎、スポーツ施設などの付随施設を配置した形になっている。
ビクトリア大学は州立であり、植物園、大学図書館等を含むキャンパスは原則として一般に開放されている。主な建物は以下のとおり。
- 医学棟
- 商・経済学部棟 - 学長室および大学上級管理職のオフィスがある
- クラリヒュー(人文学部)ビル。
- フェニックスシアター （演劇学科を擁する大学劇場）、および隣接する芸術学部施設。
- ユニバーシティセンター - キャンパスの中心としてカフェテリア、各種学生サービス、大公会堂（オーディトリアム）などが入っている。
- 学生組合会館 - "SUB (Student Union Building の略)"として知られている。映画館、フードコート、古書店、クラブや団体の本部、学生運営のラジオ局 CFUV 101.9FM、学生パブ Felicita's、多機能イベントルーム等がある。

- 体育施設、スタジアム等。

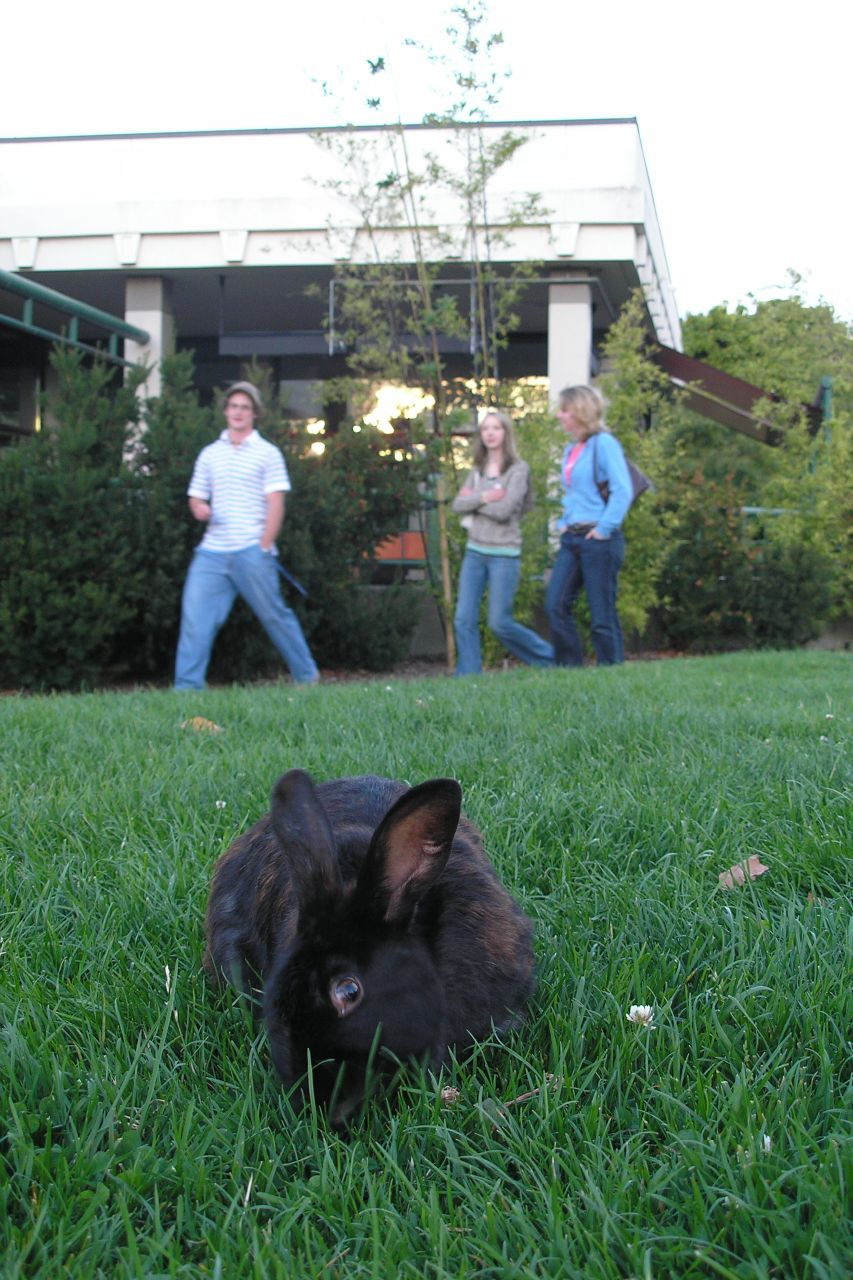
キャンパス内のあらゆる場所に顔を出すウサギ。学内の文書やメディアのニュースにも顔を出す。近所のペットの末裔だと考えられている。

- 大学書店。バスターミナルに隣接し、コンピューターショップ、コーヒーショップ、牧会カウンセリング室、職業案内所などが入っている。
- 数学・社会科学部棟。
- マクファーソン中央図書館の増築工事が2008年5月に完成し、学習コモンズ、就職相談室を擁するマーンズ学習センターとなった。

またビクトリア市街の中心部に大学美術館レガシー美術館（Legacy Art Gallery)、大学が所有するホテル・パブ(Swans Hotel & Pub)がある。
- マクローレン教育学部ビル。教材図書館、コーヒーショップ、音楽学科および音楽堂など。

大学は、多くの学生用宿舎を提供をしており、シングルまたはダブルの寮室、4人でシェアするアパート(クラスター・ハウジング)、家族用マンションタイプのもの(ラム・ファミリー・ハウジング)などがある。
学内には3,200人の学生が住む。
大学には森林が隣接しており、鹿、ふくろう、リス、ほか大学設立前から生息している野生動物がキャンパスに顔を出す。まれにクーガーが出没することもある。

## 学部と学科
- 商学部(Faculty of Business) -取得できる学位 商学学士号、MBA(経営管理学修士)、欧州品質改善システム（EQUIS）
- 生涯教育部(Division of Continuing Studies)　生涯教育部には外国人のための英語学校（English Language School)が付属し、短期または長期滞在の語学留学生を受け入れている。
- 教育学部(Faculty of Education)
- 工学部(Faculty of Engineering) - 電気工学、コンピュータ工学、機械工学、コンピュータ科学を含む。ほか、電気工学、コンピュータ工学、コンピュータ科学と共同で運営する、ソフトウェアエンジニアリングプログラムがある。
- 芸術学部(Faculty of Fine Arts) 美術史学、音楽、演劇、ビジュアルアート、創作文学(Creative Writing)
- 大学院(Faculty of Graduate Studies)
- 人間・社会開発学部(Faculty of Human & Social Development) - 以下のプログラムを含む。子どもと青年の発達(Child and Youth Care), 紛争解決(Dispute Resolution), 健康情報科学(Health Information Science)、原住民政府学（Indigenous Governance）、看護学、行政学(Public Administration)、社会福祉学
- 人文学部(Faculty of Humanities) - 英文学、仏文学、独文学、ロシア文学、古代ギリシャ学、古代ローマ学、スペイン語・イタリア語、歴史学、言語学、中世研究、太平洋・アジア学、哲学、女性学。
- 法学部 (Faculty of Law)
- 医学部(Medical Sciences Program) （現在のところUBC医学部の分校として運営されており、UVic独自のプログラムではない。)
- 理学部(Faculty of Science) - 生物化学、微生物学、生物学、化学、海洋地球学(Earth and Ocean Sciences)、数学、統計学、物理学、天文学。
- 社会科学部(Faculty of Social Science) 人類学、経済学、環境学、地理学、政治学、心理学、社会学。

## ランキング
カナダで全国的に有名な法学部は2005年の Canadian Lawyer 誌のロースクール調査で第1位にランクされている。またカナダの代表的週刊ニュース誌『マクリーンズ』 (Maclean's) の2007年度大学ランキングでは前年より順位を上げ、中規模総合大学部門 (Comprehensive) 第1位、その後も例年首位を争っている。
- 2004年 マクリーンズ誌大学ランキング 総合大学部門3位
- 2005年 マクリーンズ誌大学ランキング 総合大学部門2位
- 2006年 マクリーンズ誌大学ランキング 総合大学部門3位
- 2007年 マクリーンズ誌大学ランキング 総合大学部門1位
- 2008年 マクリーンズ誌大学ランキング 総合大学部門1位
- 2009年 マクリーンズ誌大学ランキング 総合大学部門1位

世界的に権威のある英国のTHES誌が2010年に発表した世界大学ランキングでは130位（日本の大阪大学と同率）にランクされ、これはカナダの全大学中6位である。

また、2012年にTHES誌が発表した全世界の開学50年未満の大学を対象とした「新興大学ランキング」では11位、北米では3位に選ばれた。

## 運動部
大学は、運動部のチーム名であるビクトリア・バイクス (Victoria Vikes) として、カナダ西部大学運動競技協会(CanWest (Canada West Universities Athletic Association) )、カナダ・インターユニバーシティー・スポート(CIS (Canadian Interuniversity Sport) )と全国インターカレッジ運動競技協会(NAIA (National Association of Intercollegiate Athletics) )に参加している。
大学には現在、以下のスポーツチームがある。
- バスケットボール(男女)
- クロスカントリー・トラック(男女)
- フィールドホッケー(男女)
- ゴルフ(男女)
- 漕艇(男女)
- ラグビー(男女)
- サッカー(男女)
- 水泳(男女)

大学には、スポーツの殿堂がある。
最近殿堂入りした人物に、指導者部門では、2年間日本のトップリーグチーム指導経験もあり、その後アテネオリンピックのバスケットボールオーストラリア代表コーチ、2006年にNBAプレーオフで、ミルウォーキー・バックスのコーチコンサルタントなどを歴任したケン・シールズ (Ken Shields) や、アスリート部門では、カナダラグビーを代表する存在で、代表キャップ数55（内22がキャプテンとして）、1999年のラグビーワールドカップでも、カナダ代表キャプテンを務めたギャレス・リーズ (Gareth Rees) などがいる。

## クラブ

### スポーツクラブ
ビクトリア大学には28のスポーツクラブがある。以下に例を示す。
フィギュアスケート部、ホッケー部、アウトドア部、ヨット部、バドミントン部、テニス部、社交ダンス部、水球部、ジャグリング部、乗馬部、剣道部、シンクロ水泳部、サーフィン部、スキー&スノーボード部

### その他のクラブ
- 地理学学生クラブ (SOGS)
- ユダヤ人学生協会
- UVic日本クラブ UVSS公認クラブ。日本文化、日本語に興味がある人を対象に日本語のレッスンや催し物を提供。
- Universiy of Victoria Student Music Educators Assocation (UVSMEA) 音楽教育学科の学生の集まり

## 学生関連
- The Martlet - 毎週木曜日発行の学生新聞(夏季は月刊)。大学とビクトリア大学学生組合と共同で発行している。10数名を雇用しているが、執筆、撮影、編集などは学生のボランティアが重要な役割を果たしている。学生会からの寄付と広告の二つの収入源がある。2005年からは、全学生がセメスターごとに$3.75払っている。カナダ大学プレスのメンバーでもある。URL: Martlet.ca で閲覧可能。
- CFUV (CFUV-FM)  - グレータービクトリアを視聴範囲とする、学内/地域ラジオ局。放送周波数は101.9MHz。ケーブルを通じては104.3で、バンクーバー島やローワーメインランド (Lower Mainland) の多くの地域やアメリカワシントン州の北西部でも聞くことが出来、インターネット(URL: cfuv.uvic.ca ) を通じて世界中にリスナーがいる。

## 人物

### 学長
- David H. Turpin、2000年～2010年現在

### 卒業生
約88,000人の卒業生を送り出し、政財界、行政、文芸、スポーツなど、多方面で活躍している。